# Оканье
О́канье — фонетическая особенность ряда восточнославянских диалектов, которая состоит в различении гласных [о] и [а] в безударных слогах, то есть произношении [о] в словах в[о]да́, г[о]л[о]ва́ и подобных, но [а] в словах тр[а]ва́ и подобных. Распространено в говорах северного наречия русского языка, части среднерусских говоров, большинстве говоров украинского языка (а также литературном украинском языке) и западнополесской группе говоров белорусского языка.
Оканье противопоставляется аканью, при котором обычно в безударной позиции орфографические «а» и «о» произносится одинаково: в[а]да́, тр[а]ва́.

## Оканье в широком и узком смысле

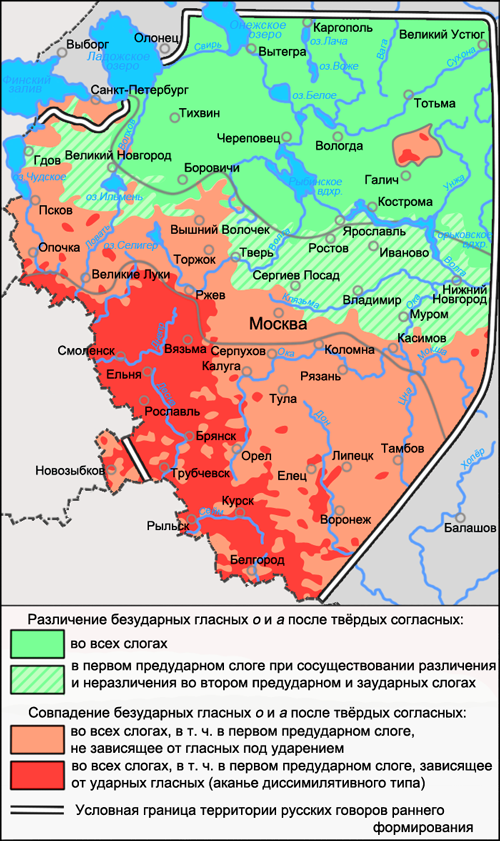
Ареал оканья на территории распространения русских говоров первичного формирования

Оканьем в широком смысле называют любое различение этимологических гласных неверхнего подъёма в безударных слогах (главным образом — в первом предударном) после твёрдых и мягких согласных. Оканьем в узком смысле называют различение этимологических [о] и [а] только после твёрдых согласных (кроме шипящих).
При оканье необязательно произношение именно звука [о] на месте этимологического гласного *[о]: различение может достигаться, например, за счёт произношения [ъ] на месте *[о] и [а] на месте *[а]: в[ъ]да́, но тр[а]ва́. Также на месте *[о] может произноситься более закрытый, чем [о], звук — [ô]. При этом, однако, противопоставление фонем /о/ и /ô/ в безударных слогах не сохраняется, даже если под ударением оно в данном говоре присутствует.
В безударном слоге после мягкого согласного в окающих говорах может произноситься [е], [о], [а], [и]. Это зависит, во-первых, от этимологии безударного гласного (восходит ли он к *[е], *[ě] или *[а]), и, во-вторых, от твёрдости/мягкости следующего согласного.

## Полное и неполное оканье
Полным оканьем называют различение гласных неверхнего подъёма во всех безударных слогах: г[о]л[о]ва́, м[о]л[о]ко́, с[а]д[о]во́д (в литературном языке: г[ъ]л[а]ва́, м[ъ]л[а]ко́, с[ъ]д[а]во́д). При неполном оканье различение сохраняется только в первом предударном слоге, в прочих безударных слогах гласные неверхнего подъёма совпадают: г[ъ]л[о]ва́, м[ъ]л[о]ко́, с[ъ]д[о]во́д. В говорах с неполным оканьем часто на месте начального неприкрытого *[о] произносится [у], если это не первый предударный слог: [у]г[о]ро́д, [у]гурцы́, [у]блака́. Полное оканье — характерная черта севернорусских говоров и украинского языка; неполное оканье представлено в говорах Владимирско-Поволжской группы.
Кроме того особые виды вокализма — переходные системы от оканья к аканью — с различением гласных неверхнего подъёма в первом предударном слоге перед одними ударными гласными и с неразличением перед другими, представлены в некоторых среднерусских говорах, прежде всего в говорах Гдовской группы (полновское и гдовское оканье).

## Первичность оканья по отношению к аканью
Оканье было свойственно всем диалектам древнерусского языка; возникновение аканья большинство учёных относят ко времени после падения редуцированных, то есть не ранее XIII века. Самые ранние случаи отражения аканья в памятниках письменности относятся к XIV веку.